# Pareuptychia emarginata
Pareuptychia emarginata är en fjärilsart som beskrevs av Felix Bryk 1953. Pareuptychia emarginata ingår i släktet Pareuptychia och familjen praktfjärilar. Inga underarter finns listade i Catalogue of Life.